# XScale

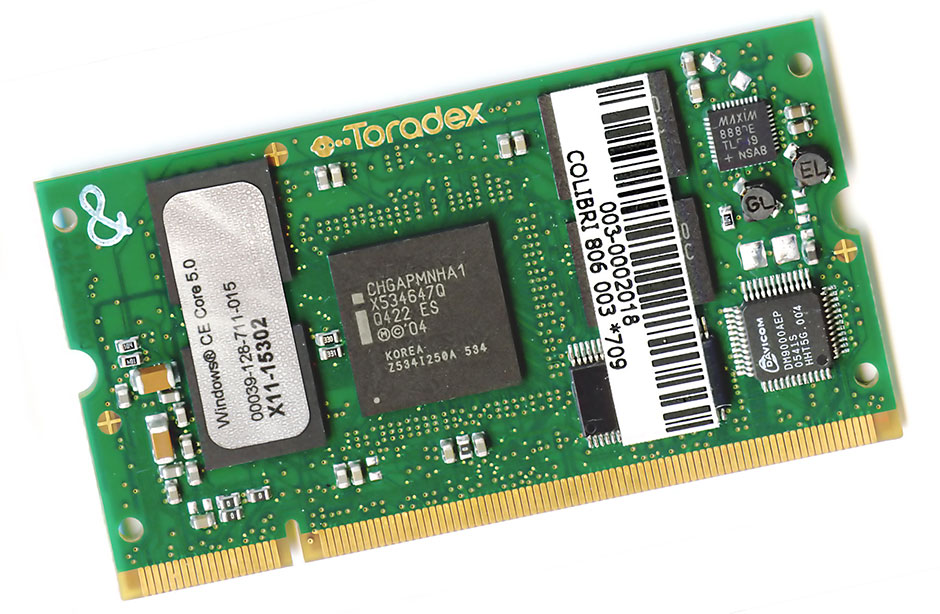
Toradex Colibri XScale Monahans PXA320 SODIMM-module

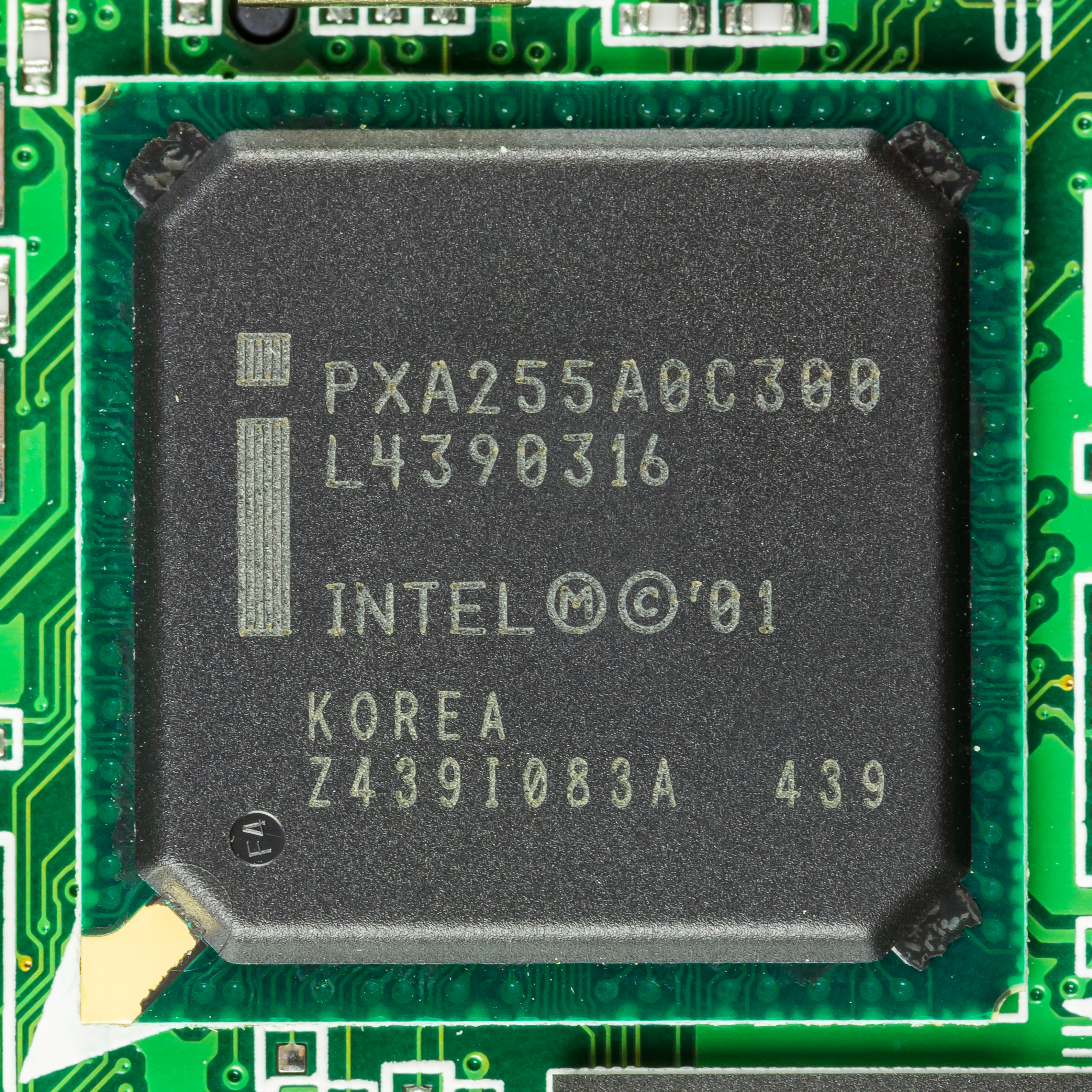
Intel PXA255

XScale è una famiglia di microprocessori sviluppata da Intel a partire dalla quinta generazione di processori ARM. La famiglia XScale è divisa nelle sottofamiglie IXP, IXC, IOP e PXA. Nel giugno del 2006 la famiglia PXA è stata venduta alla Marvell Technology Group.

## Descrizione
L'architettura XScale si basa sul set di istruzioni ARM v5TE con l'aggiunta di istruzioni in virgola mobile. XScale utilizza un'architettura RISC a pipeline con 7 stadi per gli interi e 8 per la memoria. I processori sono i successori degli StrongARM che Intel acquisì dalla DEC quando, per porre fine a una causa legale che DEC aveva intentato verso la società, Intel acquistò l'intera divisione dedicata allo sviluppo dei semiconduttori. Intel utilizzò lo StrongARM per rimpiazzare le sue precedenti linee di processori RISC i860 e i960.
La pipeline dei processori XScale a differenza della maggior parte dei processori RISC è una singola pipeline che dopo aver decodificato l'istruzione si divide in tre sotto pipeline differenti. Le istruzioni a seconda della loro tipologia vengono eseguite da una delle tre pipeline. Le tre pipeline possono eseguire le istruzioni in parallelo dato che non sono bloccanti; questo implica che il processore esegua le istruzioni fuori ordine.
Tutte le generazioni di XScale sono processori a 32 bit ARM v5TE prodotti con un processo produttivo a 0,18 µm e dotati di 32 KiB di cache dati e 32 KiB di cache istruzioni. Questi inoltre hanno una mini cache di 2KiB.

## Possibile variante per cellulari
Ad aprile 2006 Intel aveva dichiarato di essere al lavoro su una nuova piattaforma per cellulari che avrebbe fatto gola ad un mercato più ampio di quelli degli smartphone.
Si sarebbe dovuto trattare di una soluzione che comprendeva un processore per cellulari (Xscale PXA900) e un processore separato (Xscale PXA270 con core Bulverde), uniti in un singolo chip dal nome in codice Tavor.

## L'abbandono del progetto XScale
Il 5 giugno 2006 Intel ha dichiarato di aver interrotto lo sviluppo di tutti i progetti appartenenti alla famiglia XScale. Malgrado la validità del progetto infatti, Intel non è mai riuscita a "sfondare" anche in questo settore tuttora dominato dalle soluzioni di Texas Instruments, forse anche a causa della incompatibilità con il mondo x86. Di conseguenza, per aderire alla recente politica di ristrutturazione interna dell'azienda portata tagliando gli investimenti sui settori meno redditizi, si è reso necessario l'interruzione dello sviluppo anche dei progetti Tavor e Monahans, prossimo step previsto per i processori XScale.
Un mese dopo l'intera divisione XScale della Intel è stata venduta ad uno dei suoi partner, la Marvell Technology Group per 600 milioni di dollari, che ha dichiarato di voler continuare lo sviluppo di questa famiglia di processori ed ha annunciato, a novembre 2006, la disponibilità dei processori basati sul core Monahans per l'inizio del 2007 con il nome commerciale di "PXA3xx".
La vendita della divisione XScale consente inoltre ad Intel di disporre di una consistente quantità di fondi da reinvestire nei principali settori, ovvero quello dei processori e nelle soluzioni hardware per tecnologie Wi-Fi e WiMAX.